# Kapelle Wineden

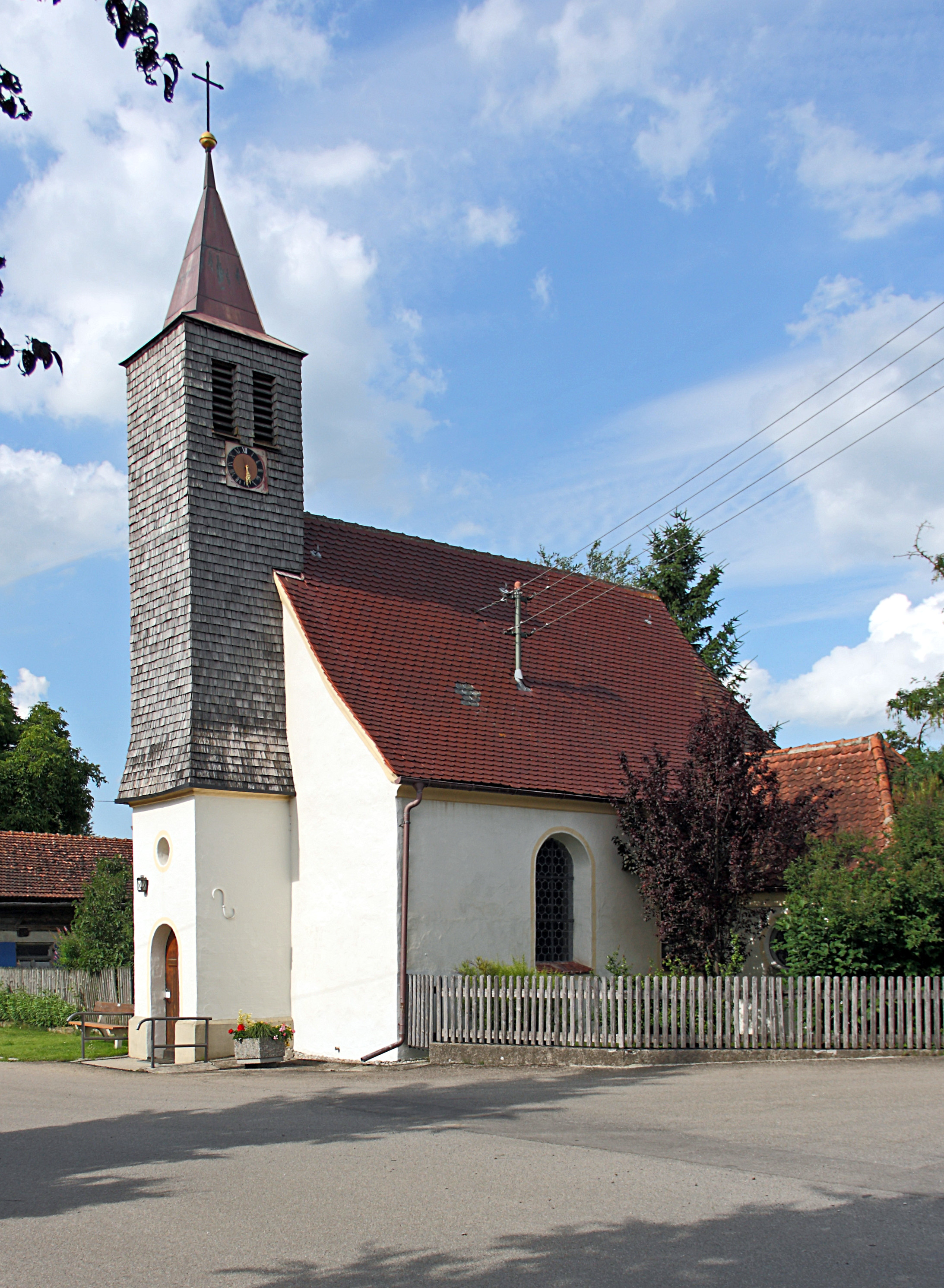
Kapelle St. Wendelin

Die römisch-katholische Kapelle St. Wendelin befindet sich in Wineden, einem Ortsteil von Markt Rettenbach im Landkreis Unterallgäu in Bayern und steht unter Denkmalschutz.

## Geschichte und Architektur
Eine Kapelle bestand schon in alter Zeit. Der Neubau von 1794 wurde 1883–1890 umgestaltet. Aus dieser Zeit stammen der Altar, der Kirchturm und der Anbau der Sakristei. Die Kapelle besteht aus einem kleinen Saal zu zwei Fensterachsen mit rundbogigen Fenstern und einem eingezogenen, halbrund geschlossenen Altarraum mit einer Flachdecke über einer Hohlkehle.

## Ausstattung

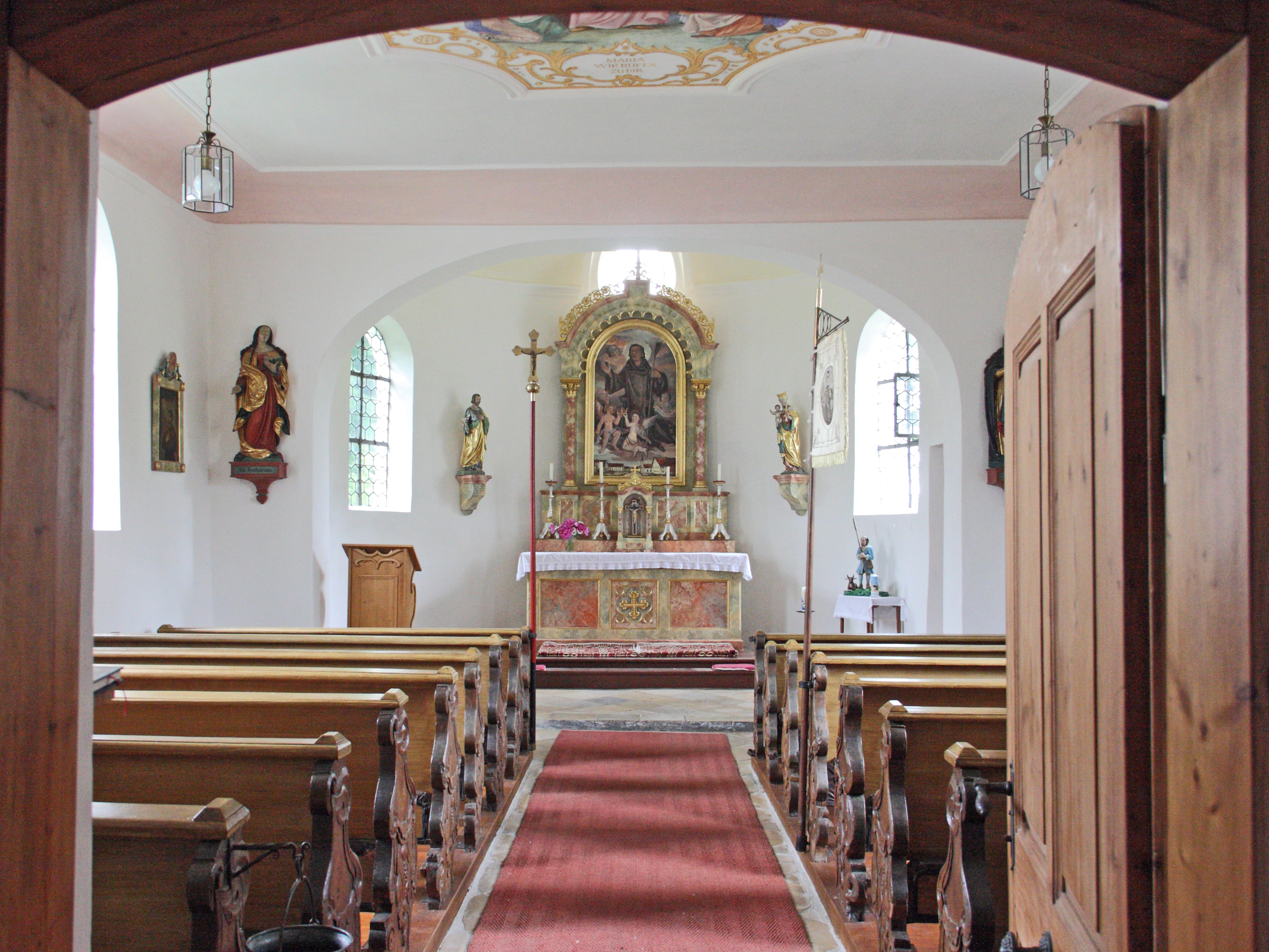
Innenansicht

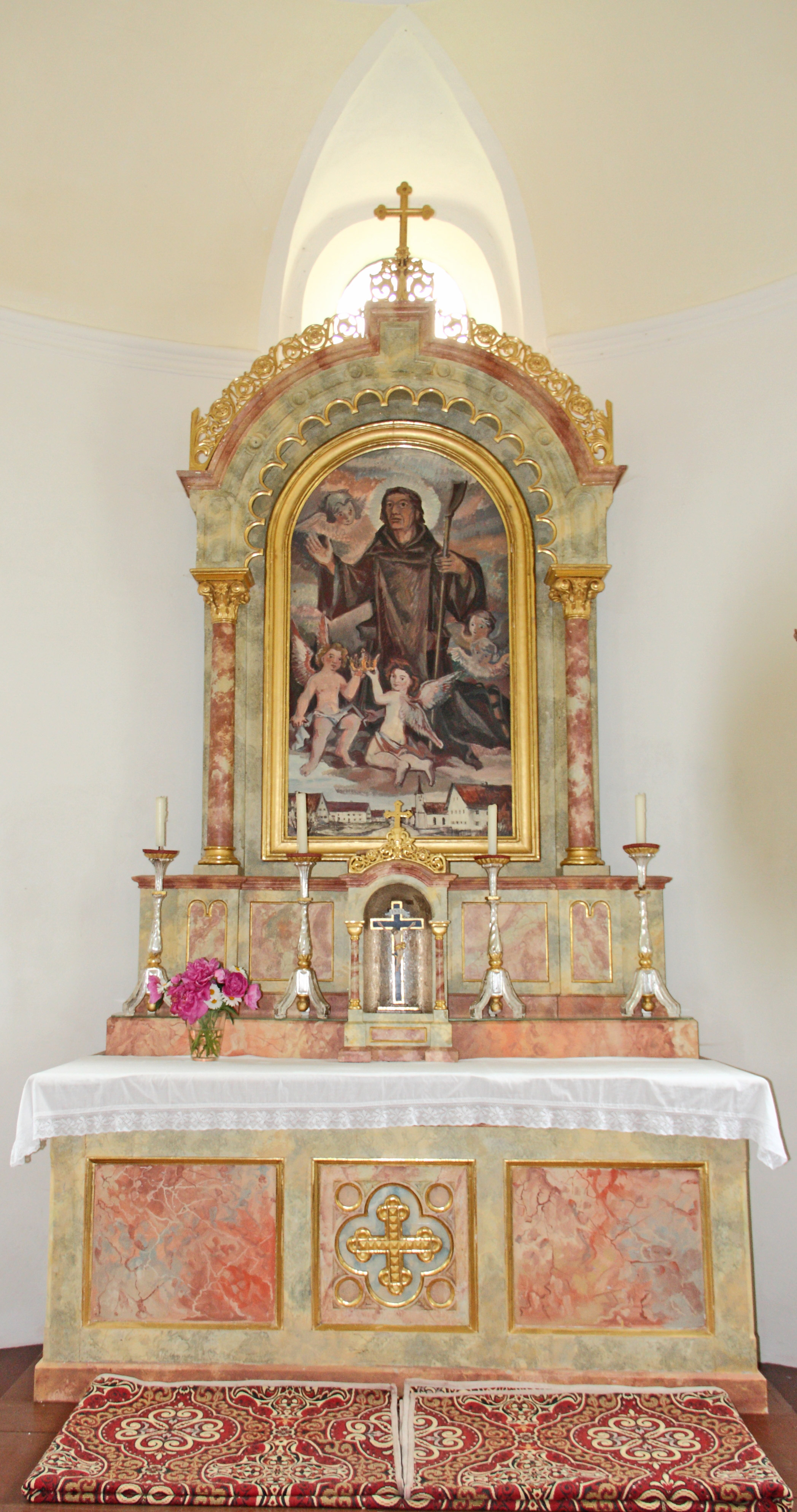
Altar

Der neuromanische Altar der Kapelle besteht aus einem marmorierten Holzaufbau. Das Altarbild, ursprünglich den Heiligen Wendelin als Hirten darstellend, wurde 1960 nach einem Brandschaden von Erwin Holzbaur, Mindelheim, neu gemalt. Es zeigt jetzt den Heiligen Wendelin, gekleidet als Mönch mit Hirtenschippe, über einer Ansicht des Dorfes. Flankiert wird der Altar von den gefassten Figuren der Muttergottes und von Josef von Nazaret.
Die linke und die rechte Saalwand tragen je ein Bild aus der Zeit um 1800 mit den Heiligen Franz Xaver und Antonius von Padua. In der Kapelle befinden sich mehrere gefasste Holzfiguren. Von der Mitte des 18. Jahrhunderts stammt die Figur des Heiligen Sebastian. Die Heilige Katharina und die Heilige Barbara werden der Werkstatt des Jörg Lederer um 1530 zugeschrieben. Die Figur eines Papstes, Heiliger Silvester oder Heiliger Gregor, und ein Kruzifixus stammen aus dem 18. Jahrhundert. Das Buch in der Hand des Heiligen ist eine Zutat von 2013.
Das Deckenbild im Kapellenraum, die Schutzmantelmadonna in ornamentaler Rahmung, und die Putten-Gloriole um die Geisttaube im Altarraum von J. Baumann (München) sind 1955 signiert und datiert.  
Die handwerklich mit Voluten, Blättern und Granatäpfeln geschnitzten Eichenholzwangen des Gestühls aus der ersten Hälfte des 18. Jahrhunderts stammen vermutlich aus dem Vorgängerbau.